# キルステン・プライス (女優)
キルステン・プライス（Kirsten Price, 1981年11月13日 - ）は、アメリカ合衆国のポルノ女優。ロードアイランド州プロビデンス出身。

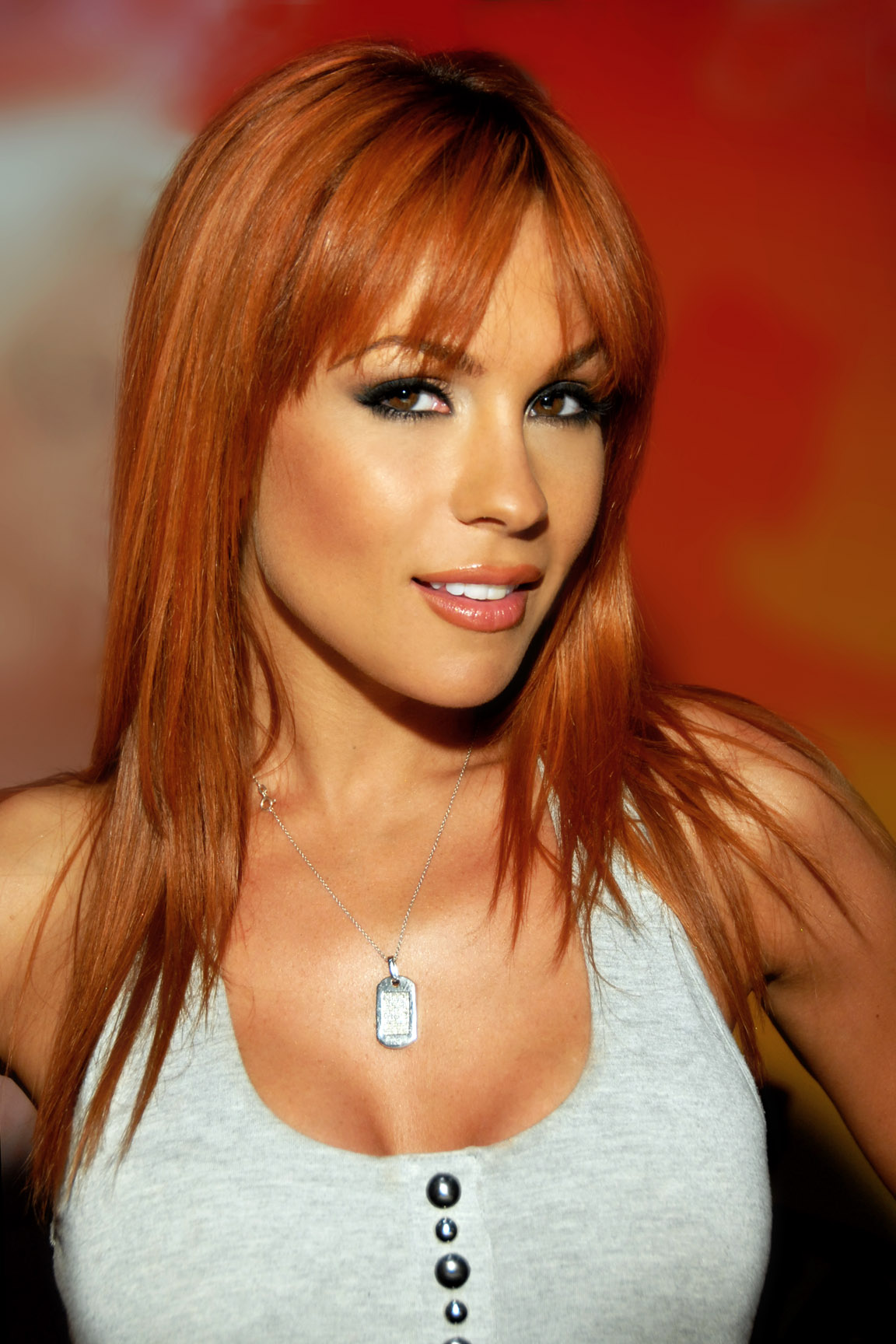
キルステン・プライス

## 出演作品
- 聖プリティ学園
- ボディスピード
- こわれてゆく人妻たち
- アンドロイド2040
- リベンジ・エンジェル
- アンドロイド2040 レボリューションズ